# Чурай, Маруся
Маруся Чурай (1625—1653) — полулегендарная украинская народная певица и поэтесса времен Хмельниччины, которая, по преданию, жила в Полтаве.
Ей приписывают авторство ряда песен: «Ой, не ходи, Грицю», «Котилися вози з гори», «Засвіт встали козаченьки» и другие. Также известна как Маруся Чураивна.

## Биография
По преданиям, Маруся Чурай родилась в 1625 году в семье казацкого сотника Гордея.
После смерти отца, казнённого вместе с Павлюком, она осталась жить с матерью в Полтаве. В юности у девушки было много поклонников, к которым принадлежал и молодой козак Иван Искра, но своё сердце она отдала своему молочному брату Грицю Бобренко, сыну хорунжего Полтавского полка, с которым была тайно помолвлена. Когда в 1649 году началась Хмельниччина, Гриць отправился на войну, обещая вернуться. Девушка ждала его 4 года. Но, вернувшись в Полтаву, Гриць уже не обращал внимания на Марусю, так как полюбил другую (вариант — женился на ней) — племянницу Мартына Пушкаря Галю Вишняк из состоятельной полтавской семьи. Преданная девушка не выдержала утраты и решила отравить себя зельем, которое случайно выпил Гриць (по другой версии — умышленно отравила его).
Летом 1652 года полтавский суд приговорил Марусю к смертной казни. Текст приговора хранится в материалах казацкого законодательства XV—XVII вв. в Центральной научной библиотеке АН Украины — теперь это единственное доказательство существования Маруси Чурай. По некоторым данным, Иван Искра доставил к эшафоту, где её должны были казнить, грамоту Хмельницкого о помиловании её из уважения к заслугам отца.
Умерла в возрасте 28 лет в 1653 году в Полтаве от туберкулёза вскоре после помилования или стала монахиней одного из монастырей.
На основе этой легенды был написан роман Лины Костенко «Маруся Чурай». В нём писательница основывалась на исторической драме Григория Бораковского «Маруся Чурай — украинская песнетворка» (1887).
- «Як с тобою ми спознавались»
- «Чи ти, милий, пилом припав»
- «Шумить гуде дібровонька»
- «Зелененький барвіночку»
- «Над моєю хатиною»
- «На городі верба рясна»
- «Чом не гудуть буйні вітри»
- «Чого ж вода каламутна»
- «В кінці греблі шумлять верби»
- «Летить галка через балку»

## Память
- 14 апреля 2006 года перед зданием Полтавского областного музыкально-драматического театра им. Н. В. Гоголя, на Театральной площади со стороны улицы Ленина, был открыт памятник легендарной Марусе Чурай.
- 1974 г. чеканка "Маруся Чурай" автор  - Евгений Путря (г. Полтава); изготовитель завод "Знамя", материал - медь.

## Упоминания в музыке
- Упоминается в песне группы Белая Гвардия «Балерины и лошади» «…где взмывает рука над палитрой крылом журавлиным, там является в мир хрупкий призрак Маруси Чурай.».